# Hoplia pseudophilanthus
Hoplia pseudophilanthus är en skalbaggsart som beskrevs av Rudolph Petrovitz 1967. Hoplia pseudophilanthus ingår i släktet Hoplia och familjen Melolonthidae. Inga underarter finns listade i Catalogue of Life.